# Alles (Big2)
Alles is een nummer van de Nederlandse rapper Big2 uit 2025, in samenwerking met de Nederlandse zangeres S10. Het is de tweede single van Hard Hout, het derde soloalbum van Big2.
"Alles" werd mede geproduceerd door Antoon, die door Big2 werd begeleid als opkomende artiest. Het nummer kreeg airplay op onder andere NPO 3FM, maar wist tot nu toe nog geen hitlijsten te behalen.

## Tracklijst
Muziekdownload
1. "Alles" - 2:51